# 더 도그 파운드

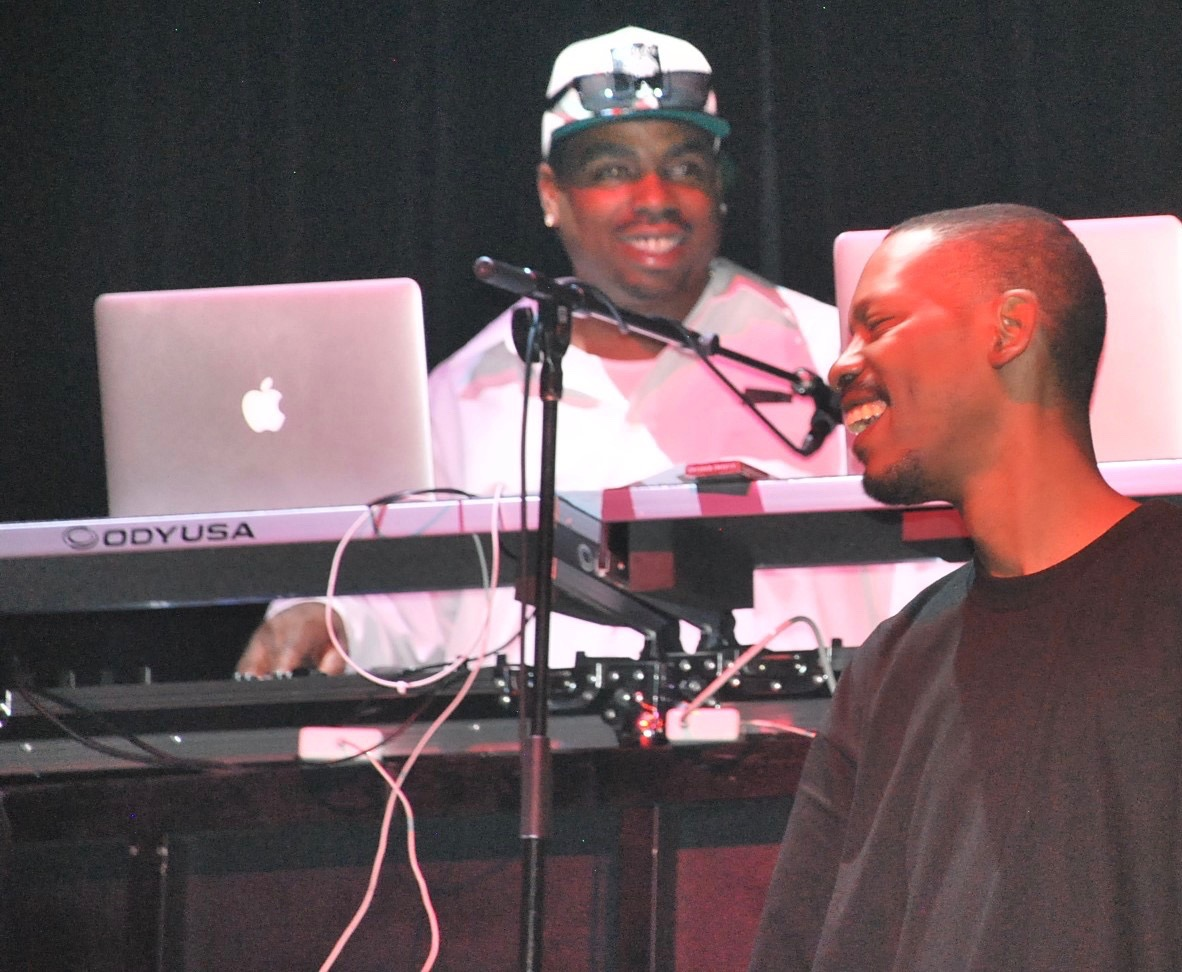

더 도그 파운드(Tha Dogg Pound)는 미국의 힙합듀오이다.
현재 커럽(Kurupt)과 대즈 딜린저(Daz Dilinger)로 이루어져 있으며,일찍이 데스 로우 레코드로 픽업되 성공을 거두었다.그들은 닥터 드레와 스눕 독의 앨범인 'Chronic'과 'Doggystyle'에 참여하며 데뷔했고, 데스 로우 레코드의 사운드트랙인 'Murder Was The Case and Above The Rim'에도 참여했다.그들은 1995년 'Doggfood'로 정식데뷔했다.이 앨범은 지극히 하드코어 스타일에 랩앨범이었으며,미국에서 300만장이 넘는 판매고를 올렸다.
1998년부터는 커럽과 대즈 딜린저가 솔로로 활동하기 시작했다.대즈 딜린저는 특히 1996년 같은 소속아티스트인 힙합스타 투팍이 사망후부터 소속사간에 계약문제로 불화가 있었는데, 결국 1999년 회사가 부도가 나면서 탈퇴하게 되었다.커럽은 '엔트라 레코드'에서 새 시작을 했고,대즈도 'D.P.G 레코드'에서 새 시작을 한다. 그러나 2002년 둘간의 불화가 생긴다. 커럽이 전소속사인 데스 로우 레코드와 재계약을 원했고,대즈는 오히려 반대하여, 결국 불화가 생긴다.그래서 커럽은 전소속사로 재계약하고,EP앨범인 ' Against Tha Grain'을 제작한다. 이 앨범은 2006년 8월에 발매되었다. 그가 떠나기 전 2005년 1월 대즈는 앨범 'Tha Dogg Pound Gangsta LP'을 발매한다.
2006년 6월 스눕 독과 함께 재결합하여 앨범 'Cali Iz Active'를 발매한다.비록 3만장이라는 저조한 판매율을 얻었지만, 힙합앨범차트와 빌보드 200에서는 28위로 데뷔하는 등 괜찮은 기록을 보였다.
2007년에 발매한 앨범 'Dogg Chit'는 더 게임, 투 숏, 스눕 독 등이 참여했으며,전 세계에서 약 10만장이 넘게 팔렸다.
현재까지 멤버들로는 스눕 독, 커럽, 대즈 딜린저, 네이트 독, 수파플라이, 트레이 디즈, 베즈 에즈, 워렌지가 소속되었으며, 현재는 프로젝트 형식의 힙합그룹으로 전환했다.

## 참고 문헌
- Colin Larkin, ed. (2000). The Virgin Encyclopedia of Nineties Music (First ed.). Virgin Books. p. 391. ISBN 0-7535-0427-8.
- Kuperstein, Slava (December 7, 2011). "Tha Dogg Pound's Next Album To Be Executive Produced By Dr. Dre & Snoop Dogg | Get The Latest Hip Hop News, Rap News & Hip Hop Album Sales". HipHop DX. Retrieved April 27, 2012.
- Vasquez, Andres (February 21, 2012). "Kurupt Confirms Dr. Dre & Snoop Dogg Working On New Dogg Pound Album | Get The Latest Hip Hop News, Rap News & Hip Hop Album Sales". HipHop DX. Retrieved April 27, 2012.